# Trioza laurisilvae
Trioza laurisilvae är en insektsart som beskrevs av Hodkinson 1990. Trioza laurisilvae ingår i släktet Trioza och familjen spetsbladloppor. Inga underarter finns listade i Catalogue of Life.